# Спеціальна обробка
Спеціа́льна обро́бка — є одним із видів бойового забезпечення військ, і входить в комплекс заходів  Радіаційного, хімічного, біологічного захисту (РХБЗ).

## Зміст спеціальної обробки військ
Спеціальна обробка військ полягає в проведенні дегазації, дезактивації, дезінфекції ОВТ, ЗІП, обмундирування та інших матеріальних засобів, а при необхідності і санітарної обробки особового складу.
Вона організується і здійснюється силами і засобами самих військ. Найбільш складні завдання виконуються силами і засобами військ РХБ захисту.
З метою збереження боєздатності частин (підрозділів) і створення їм необхідних умов для виконання поставлених завдань в умовах радіоактивного, хімічного і біологічного зараження організується і здійснюється спеціальна обробка військ, а також дегазація, дезактивація, дезінфекція та дезінсекція ділянок місцевості, доріг і споруд.

## Заходи спеціальної обробки
Заходи спеціальної обробки включають в себе проведення наступних заходів
- дегазація — дія, спрямована на знешкодження (нейтралізацію, розкладання, зв'язування) отруйних речовин, їх ізоляцію (екранування) або видалення (випаровування, змивання або екстракцію) із зараженої поверхні об'єкта або внутрішнього об'єму Докладніше: Дегазація (військова справа)
- дезактивація — дія, спрямована на видалення (струшування, здування або змивання) радіоактивних речовин із забрудненої поверхні об'єкта або екстракцію їх з внутрішнього обсягу матеріалу;
- дезінфекція (знезараження) — дія, спрямована на знищення біологічних засобів з зараженої поверхні об'єкта;
- санітарна обробка — комплекс організаційно-технічних заходів, що включають строго регламентовані за місцем і часу проведення дегазації, дезактивації і дезінфекції об'єктів з метою зниження їх зараженості ІВ, БС і забруднення РВ до допустимих норм. Складова частина ліквідації наслідків застосування ЗМУ. Спеціальна обробка може бути частковою і повною.

## Часткова спеціальна обробка
Часткова спеціальна обробка — сукупність дій по дегазації, дезактивації і дезінфекції відкритих ділянок тіла людини, засобів захисту, обмундирування, спорядження, а також особистої зброї та окремих ділянок поверхні об'єкта, яка організовується за вказівкою командирів підрозділів (батальйону, роти) при застосуванні противником зброї масового враження та проводиться безпосередньо в районах зараження без припинення виконання бойових завдань в цілях:
- зниження втрат і запобігання вторинних уражень особового складу ОР, РР або БР;
- створення можливості ведення подальших бойових дій без ЗІЗ шкіри ізолюючого типу;
- забезпечення безпечного прийому засобів екстреної профілактики;
- забезпечення входу особового складу в житлові відсіки об'єктів ОВТ і фортификаційні споруди закритого типу (бліндажі, притулки).

У підрозділах є наступні технічні засоби
- — індивідуальні протихімічні пакети ІПП-8 (ІПП-8а, 10, 11);
- — груповий комплект дегазації ІДПС-69; дегазуючі пакети порошкові ДПП (ДПП-М);
- — танковий дегазаційний комплект ТДП; автономний прилад спеціальної обробки АПСО, бортовий комплект спеціальної обробки БКСО; дегазаційний комплект ДК-4К (різних модифікацій);
- — індивідуальний дегазаційний комплект ІДК-1.

### Індивідуальні пакети протихімічні
ІПП — 8, 8а, 10, 11
Пакети ІПП призначені для дегазації відкритих ділянок шкірних покривів людини (обличчя, шиї, рук), прилеглих до них ділянок одягу і лицьових частин протигазів, заражених крапельно-рідкими ОР: Ві-Екс, іприт, зоман.
Склад пакетів
- ІПП-8 (8а): скляний флакон; ватно-марлеві тампони (4 шт.); поліетиленовий пакет; інструкція — пам'ятка.
- ІПП-10: металевий балон з кришкою-пробійником.
- ІПП-11: тампон, просочений рецептурою в упаковці.

ІПП-8 містить алкоголят моноетилового ефіру етиленгліколю. Використання його в межах перших 2-3 хвилин після зараження попереджає ураження ОВ через відкриті ділянки шкіри. Застосування в більш пізні терміни (5-10 хвилин) не попереджає ураження повністю, а лише знижує ступінь інтоксикації.

### Груповий комплект дегазації зброї та обмундирування ІДПС-69
Груповий комплект дегазації зброї та обмундирування ІДПС-69 призначено для дегазації стрілецької зброї та обмундирування, заражених крапельно-рідкими ОР: Ві-Екс, іприт, зоман, а також парами зоману.
Склад
- пакет ІДП-1 — 10 шт.; пакет ДПС-1 — 10 шт.; тампон паперовий — 10 шт.; картонна водонепроникна коробка.

Склад пакетів
- ІДП-1 — металевий балон (з інструкцією — пам'яткою); полімерна кришка; полімерна щітка з пробійником.
- ДПС-1 — полімерний пакет з (інструкцією-пам'яткою); тканинна діафрагма; нитка для вскриття пакету.

### Дегазуючі пакети порошкові ДПП, ДПП-М
Дегазуючі пакети порошкові ДПП, ДПП — М призначені для дегазації обмундирування і спорядження, заражених крапельно-рідкими і аерозолеподібними ОВ: Ві-Екс, іприт, зоман, (зарин), парами ОР: зоман і для часткової дезактивації зазначеного майна.
Пакет ДПП-М окрім цього дозволяє проводити імпрегнування обмундирування. (Імпрегнування — це просочення обмундирування спеціальними речовинами з метою додання йому захисних властивостей від впливу різних ОР).
Склад ДПП: пакет-щітка; 2 пакети з рецептурою; пакувальний пакет.
Склад ДПП-М: пакет-щітка в поліетиленовій упаковці.

### Дегазація шкірних покривів
Дегазація шкірних покривів (обличчя, шия, руки) здійснюється негайно після застосування ОР (протягом 1-2 хв) за допомогою індивідуальних протихімічних пакетів ІПП-8 (10, 11).
Проводиться самостійно, себто, рішення на дегазацію шкірних покривів приймається військовослужбовцем в індивідуальному порядку. Найбільш ефективним є застосування пакета ІПП-11, дегазуюча рецептура якого при завчасному нанесенні на шкіру забезпечує профілактичний захист.
Дегазація лицьової частини протигаза здійснюється не пізніше, ніж через 20 хвилин після застосування ОР, в порядку само — і взаємодопомоги.
Лицьові частини протигазів, комір та обшлаги рукавів обробляються за допомогою пакетів ІПП-8 (10, 11).

### Дегазація стрілецької зброї
Дегазація стрілецької зброї здійснюється з використанням індивідуальних дегазаційних пакетів ІДП-1. При цьому близько половини рецептури витрачається на ретельну обробку брезентового ременя (до повного намокання), з якими особовий склад буде постійно контактувати незахищеними кистями рук.
Пістолети і боєприпаси, що знаходяться у шкіряних кобурах і брезентових сумках, зараженню, як правило, не піддаються, і спеціальної обробки не потребують, проте, кобури і брезентові сумки обов'язково підлягають дегазації з використанням пакету ІДП-1 або інших табельних засобів СО.

### Ділянки озброєння і військової техніки
Ділянки озброєння і військової техніки, з якими особовий склад контактує при виконанні бойового завдання, дегазуються з використанням комплектів ТДП, АПСО, ІДК-1, ДК-4К і БКСО.
Дегазація ЗІЗ проводиться в останню чергу і включає обробку лицьової частини протигазу та окремих ділянок засобів захисту шкіри ізолюючого типу ЗЗК, Л-1) з допомогою ІПП, комплектів ДК-4К, АПСО, БКСО або ІДК-1 (способом зрошення). По можливості, для цієї мети використовуються комплекти дегазації, дезактивації і дезінфекції озброєння і військової техніки ДКВ-1М (1К) чи авторозливальні станції АРС-14 (14К).

### Дегазація обмундирування
Дегазація обмундирування, зараженого парами зоману (заріну), проводиться за допомогою дегазуючого пакету ДПС-1 або ДПП (ДПП-М). Після проведення дегазації окремих ділянок ОВТ протигаз не знімається. Якщо обмундирування під плащем виявилось зараженим краплями ОР, то без обробки пакетом ДПП захисні рукавички також не знімаються.
Дезактивація шкірних покривів проводиться шляхом обмивання чистою водою з використанням мила (що за хімічними властивостями є луг).
Дезактивація обмундирування проводиться методом витрушування (вибивання). При цьому, якщо зараженість обмундирування після дезактивації не знижується до допустимих норм, воно підлягає заміні та складуванню.
Дезактивація стрілецької зброї, спорядження, взуття та ЗІЗ проводиться протиранням вологими тампонами (ганчір'ям) водним розчином порошку СФ-2У.
Дезінфекція шкірних покривів проводиться водним розчином монохлораміну (бавовняний одяг), після зняття захисного плаща і протигазу. Після прийняття антибіотика протигаз повинен бути знову надітий, він в подальшому не знімається до проходження повної санітарної обробки.
При одночасному зараженні ОР, РР і БР часткова спеціальна обробка починається з знешкодження ОР, БР, а потім (за необхідності) видаляється РР.

## Повна спеціальна обробка
Повна спеціальна обробка військ — сукупність дій по дегазації, дезактивації і дезінфекції всій поверхні (зовнішньої і внутрішньої) чи об'єкта в цілому — військових об'єктів; організується штабами з'єднань (частин) на підставі рішення командира на її проведення, як правило, після виконання бойових завдань і виходу частин (підрозділів) з бою у другий ешелон або в резерв. Повна ЗІ частин (підрозділів), що піддалися зараженню, на військових ПуСО, розгорнутих своїми силами і засобами, проводиться з метою забезпечення можливості особового складу діяти без ЗІЗ.
Розгортання військових ПуСО, як правило, здійснюється на маршрутах висування військ з районів зараження або перед входом їх у знову призначені райони зосередження. Військові ПуСО розгортаються на незараженій місцевості з природними укриттями і поблизу відкритих джерел води. Додаткове обладнання військових ПуСО не проводиться.
Повна СО військових ПуСО проводиться табельными засобами СО і включає
- повну дегазацію, дезактивацію або дезінфекцію об'єктів ОВТ, стрілецької зброї та ЗІЗ;
- заміну зараженого обмундирування;
- повну санітарну обробку особового складу.

Повна СО заражених об'єктів ОВТ танкових і моторизованих (на БМП) підрозділів, укомплектованих бортовими комплектами ТДП, а також підрозділів, що мають великогабаритну техніку, проводиться силами і засобами військ РХБ захисту в РСО, які, як правило, розгортаються завчасно на маршрутах руху військ.

## Табельні засоби спеціальної обробки озброєння, військової техніки і матеріальних засобів

### Танковий дегазаційний комплект (ТДП)
Танковий дегазаційний комплект (ТДП) призначений для часткової дегазації танків, бойових машин піхоти та бронетранспортерів.
Склад комплектудва автономних прилади ТДП, зарядний пристрій, чотири хомута, воронка, ЗІП, кружка (одна на 5 комплектів ТДП).
Принцип дії — розпорошення дегазуючого розчину стиснутим повітрям, що знаходяться в приладі. Дегазуючий розчин, що використовується у приладі (РД або РД-2), має полідегазуючу дією відносно ОР: Ві-Екс, зоман, іприт.

### Автономний прилад спеціальної обробки АПСО
Автономний прилад спеціальної обробки АПСО призначений для повної дегазації, дезактивації і дезінфекції танків, бойових машин піхоти, бронетранспортерів та іншого озброєння і військової техніки на їх базі, армійських автомобілів багатоцільового призначення, вантажопідйомністю до 1,5 т, тягачів типу МТ-ЛБ, ГТ-СМ, а також часткової дегазації, дезактивації і дезінфекції, бойових машин десанту і іншого озброєння і військової техніки на їх базі, знімних кузовів-контейнерів спеціального призначення.
Складрезервуар; головка з накидною гайкою; автономне джерело тиску — балон високого тиску (БВТ) (4 шт.); металевий футляр під БВТ; автономне джерело тиску — елемент газогенеруючий ЕГ-2Д (4 шт.); газогенеруючий пристрій; рукав гумотканинний; брандспойт з вентилем; форсунка; щітка; заплічні ремені; зарядний пристрій з перехідниками; кронштейн або укладальний металевий ящик* для розміщення і кріплення приладу (приладів) на зразках ОВТ; комплект ЗІП.

### Індивідуальний комплект для спеціальної обробки автотракторної техніки (ІДК-1)
Індивідуальний комплект для спеціальної обробки автотракторної техніки (ІДК-1) призначений для проведення повної дегазації, дезактивації і дезінфекції автотракторної техніки з використанням стисненого повітря від компресору автомобіля або автомобільного шинного насоса.
Склад комплектусумка; брандспойт; щітка, ковпачок (2шт.: Ø 2 мм і Діаметром 1,5 мм); сердечник; ежекторна насадка; рукав з краником і перехідником; рукав в зборі; спеціальна кришка; рукав з фільтром; ганчір'я; скребок; хомут; ЗІП.
Резервуаром для розчинів служить наявний на машині стандартний бідон (каністра) ємністю 20 літрів.
Усі частини комплекту складаються в сумку із бавовняної тканини. Комплект перевозиться за спиною або під сидінням екіпажу машини. Резервуаром для дегазуючого (дезактивуючого) розчину є бідон (каністра) ємністю 20 л. Вага комплекту (без каністри) 5 кг. Подавання розчину із ємності проводиться тиском, який створюється компресором автомобіля або автомобільним шинним насосом.

### Автомобільний комплект для спеціальної обробки військової техніки (ДК-4)
Автомобільний комплект для спеціальної обробки військової техніки (ДК-4 (і його модифікації) призначений для повної дегазації, дезактивації і дезінфекції вантажних автомобілів, автопотягів, спеціальних автомобільних шасі та бронетранспортерів з карбюраторними двигунами.
Склад комплектуукладальний ящик (або дві брезентові сумки); газорідинний прилад; порошок СФ-2У (пачка); поліетиленова банку для ГК; ЗІП і деталі кріплення.
Склад газорідинного приладу: ежектор; рідинний рукав; брандспойт; подовжувач брандспойта; щітка; газорідинної рукав; кришка з клапаном і газоотборником (газоотборное пристрій).
Принцип дії: розчин засмоктується з каністри з допомогою газового ежектора, при пропусканні через нього вихлопних газів від двигуна автомобіля, подається в рукав, брандспойт, розпилюється і наноситься на оброблювану поверхню щіткою.
Дія газорідинного приладу заснована на використанні тепла і кінетичної енергії відпрацьованих газів двигунів автомобілів чи бронетранспортерів. Відпрацьовані гази надходять в ежектор під тиском 0,8-1,0 кгс/см2, отримують в соплі ежектора необхідну швидкість і створюють розрідження, що забезпечує при газорідинному методі подання розчину із ємності в брандспойт, а при методі пиловідсмоктування — відсмоктування пилу з оброблюваної поверхні.

### Авторозливочні станції
Авторозливочні станції — призначена для повної дегазації, дезактивації і дезінфекції озброєння, бойової техніки і транспорту, дегазації та дезінфекції місцевості рідкими розчинами, транспортування і тимчасового зберігання рідин, сумішей для дегазації, дезактивуючих та дезинфікуючих розчинів та їх компонентів, спорядження рідинами дрібних оболонок, а також для перекачування рідин з однієї тари в іншу (АРС-14, АРС-14К, АРС-14КМ, АРС-15 І АРС-15М) і постановки аерозольних завіс (АРС-14КМ).
Авторозливочна станція АРС-12У (АРС-14). АРС-12У призначена для дезактивації, дегазації та дезінфекції озброєння і військової техніки, дегазації та дезінфекції місцевості рідкими розчинами, транспортування і тимчасового зберігання рідин, а також для перекачування рідин з одної тари до іншої.
Спеціальне обладнання АРС-12У: цистерна ємністю 2500 л, вихровий самовсмоктувальний насос, ручний насос, трубопровід, барабан, восьмиштуцерний колектор, роздавальні колектори, рукава, брандспойти, пістолети ПР-У, сифон та інше приладдя.
Принцип дії АРС-12У: рідина за допомогою насосу забирається із ємності (водоймища) і подається до цистерни. Із цистерни рідина під тиском подається через роздаточну трубу, колектор, шланги і брандспойти на поверхню, що оброблюється. За необхідністю рідину можна подавати із сторонньої ємності, оминаючи цистерну.